# Hof- und Garnisonsapotheke (Stettin)

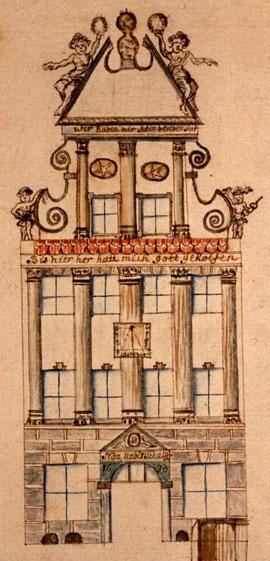
Handskizze des Gebäudes

Die Hof- und Garnisonsapotheke (polnisch Apteka Dworska i Garnizonowa) in Stettin entstammte im Wesentlichen der Schwedenzeit. Der Bau wurde im Zweiten Weltkrieg zerstört.

## Geschichte
Der Platz beherbergte seit mindestens der Mitte des 15. Jahrhunderts eine Apotheke. Im Jahr 1706 war der Besitzer des Gebäudes der Apotheker Abraham Wichenhagen.
Das Haus wurde 1659 beschädigt und 1677 zerstört und laut einer erhaltenen Handskizze 1698 neu erbaut. Eine Bauinschrift befindet sich auf einem Rundbogenportal im Erdgeschoss und weist die Jahreszahl 1698 auf.

## Bauwerk
Die vier Achsen der zwei Obergeschosse werden von Pilastern eingefasst. Der Dachaufbau mit zwei Achsen ist durch drei Pilaster mit der Fassade verbunden, aber von ihr durch das Hauptgesims getrennt. Im abschließenden Gesims ist die Inschrift „Wir haben hier keine bleibende Statt“ angebracht. In der Bekrönung und der seitlichen Ausbildung unterscheidet sich der heute erhaltene Bau von der Handskizze von 1698.